# Schwarze Berge (Rhön)
Die Schwarzen Berge sind ein Teil der Hohen Rhön, speziell der Südlichen Hochrhön. Sie liegen südwestlich der Kreuzberg-Gruppe und sind damit der südlichste Teil der Hohen Rhön. Das Gebiet ist größtenteils durch das Naturschutzgebiet Schwarze Berge, dem zweitgrößten Bayerns außerhalb der Alpen, seit 1993 unter Schutz gestellt.

## Naturräumliche Zuordnung
Der Name Schwarze Berge wurde 1968 im Rahmen der naturräumlichen Gliederung 1 : 200.000 (Blatt 140 Schweinfurt) als Naturraum definiert und wie folgt zugeordnet:
- (zu 35 Osthessisches Bergland)
  - (zu 354 Hohe Rhön)
    - (zu 354.0 Südliche Hochrhön)
      - 354.01 Schwarze Berge

## Abgrenzung
Im Norden befindet sich die Gemeinde Wildflecken, von dort folgt die naturräumliche Grenze nach Ostsüdost dem Tal zwischen Feuerberg und Kreuzberg mit der Kreuzberg-Gruppe, um anschließend nach dem Guckaspass dem Kellersbach zu folgen. Nördlich von Langenleiten verläuft die Grenze nach Süden um die Täler der Zuflüsse der Kleinen Steinach auszulassen. Immer weiter nach Westen hin zurückziehend, verläuft die Naturraumgrenze durch die Ortschaften Platz und Geroda.
Zwischen dem Kellersbach und Geroda grenzen die Schwarzen Berge an den der Schondra-Thulba-Südrhön untergeordneten Adelsberger Wald, die wiederum der Hammelburger Südrhön untergeordnet ist. Diese der Südrhön untergeordnet, gehören der Großraumeinheit Odenwald, Spessart und Südrhön an, welche Teil des Südwestdeutschen Schichtstufenlands sind und nicht mehr der Mittelgebirgsschwelle zugerechnet werden.
Die Naturraumgrenze zur Brückenauer Kuppenrhön, die der Kuppenrhön angehört, folgt schließlich dem nach Norden abfließenden Milzbach bei Schildeck vorbei. Nach der Mündung in die Sinn folgt die Grenze flussaufwärts nach Norden. Nördlich von Oberbach grenzt westlich bis Wildflecken der Dammersfeldrücken an.

## Geologie

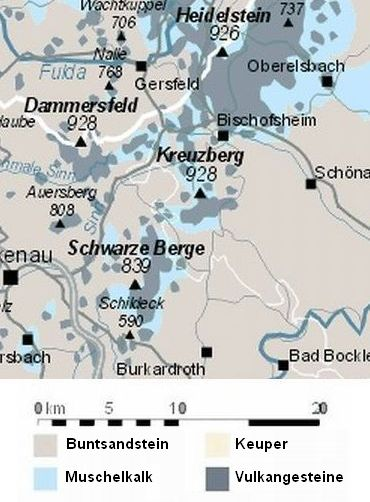
Geologie der Südlichen Hohe Rhön

Die Südliche Hohe Rhön beinhaltet neben den Schwarzen Bergen auch noch die Kreuzberg-Gruppe und den Dammersfeldrücken. Alle drei Höhenzüge weisen einen gelegentlich unterbrochenen Basaltschild auf und unterscheiden sich insofern etwas von der Langen Rhön und, in geringerem Maße, der Wasserkuppenrhön, wenngleich sie deutlich von den Einzelkuppen der Kuppenrhön unterschieden sind (siehe nebenstehende Karte).
Das Gebiet gleicht in der Gesteinszusammensetzung der der Kreuzberg-Gruppe. Die Schwarzen Berge bestehen aus zwei Bergrücken, die aus einzelnen Kuppen bestehen. Basis bilden Rottone und -mergel, darüber ist Gestein des Unteren Muschelkalkes. Die Gipfel bestehen zumeist aus Basalt. Zumeist liegt über dem Gestein eine Schicht aus Lehmerde.

## Berge
- Totnansberg (839 m; zentral gelegen; mit Jugendzeltplatz; wurde 1968 bei Erstellung Totmannsberg bezeichnet)
- Höhe (834 m; südlich des Totnansberges)
- Schwarzenberg (832 m; nördlich des Totnansberges; mit dem Nordausläufer Feuerberg, Kissinger Hütte sowie Skigebiet Feuerberglifte)
- Erlenberg (826 m; südlich des Totnansberges)
- Farnsberg (786 m; westlich des Totnansberges; Würzburger Haus, Erholungsgebiet Farnsberg und Skilifte am Farnsberg)
- Lösershag (765 m; im Norden; mit Geotop, Gipfel ist Naturwaldreservat)
- Platzer Kuppe (737 m; im Süden gelegen)
- Schindküppel (659 m; westlich gelegen)
- Knörzchen (643 m; im Südwesten)

## Naturraum
Der Naturraum wird nach Osten zur Fränkischen Saale hin durch Thulba und Aschach entwässert. Zur Sinn fließen kaum nennenswerte Bäche. Im Jahr 1968, zur Zeit der Erstellung des Blattes 140 "Schweinfurt", betrug die jährliche Niederschlagsmenge 1000–1100 mm, an 90–110 Tagen des Jahres lag eine geschlossene Schneedecke. Zudem prägten ausgedehnte Wiesen das Bild, an den Berghängen findet man meist Laubwald. Der in den 1950er und 1960er Jahren gepflanzte Nadelwald auf den Höhen wird seit ca. 2010 abgeholzt und durch Mischwald ersetzt.

## Einrichtungen und Wanderhütten
- Biosphärenzentrum Rhön "Haus der Schwarzen Berge" in Oberbach[3]
- Berghaus Rhön[4]
- Würzburger Karl-Straub-Haus[5]

## Dokumentarfilm
- Der Zauber der Schwarzen Berge. (= Versteckte Paradiese. Folge 4). 45 Min. Buch und Regie: Dominique Klughammer. Deutsche Erstausstrahlung: 22. April 2024 beim BR Fernsehen (Online in der ARD Mediathek; Video verfügbar bis zum 15. April 2026).[6]